# Cenzus
Cenzus (łac. census: oszacowanie majątku; obliczenie, spis ludności; por. censor) – zapisanie obywateli do pewnej kategorii majątkowej, do listy opodatkowanych lub uprawnionych.
Stanowi ograniczenie w prawie wyborczym, wobec służby wojskowej, administracyjnej, publicznej etc., relatywne do określonej grupy społeczeństwa.

## Historyczne rodzaje cenzusów
- domicylu (konieczność stałego miejsca zamieszkania w danym kraju przez określony czas, obecnie występuje w Stanach Zjednoczonych: osoba ubiegająca się o urząd prezydenta musi się na ich terytorium urodzić i zamieszkiwać USA od co najmniej 14 lat przed wyborami)
- majątkowy (posiadanie własności ziemskiej, wysokość osiąganego dochodu bądź płaconych podatków)
- językowy (np. kandydat na baszkana Gagauzji musi znać język gagauski)
- klasowy (polityczny)
- płci
- pochodzenia (odbierający prawa wyborcze np. Żydom)
- rasy (np. w III Rzeszy)
- służby w wojsku
- wykształcenia (wykluczanie analfabetów, np. tzw. mała matura[2]; czasem wymagane wykształcenie wyższe)
- wyznaniowy (wykluczający protestantów w krajach katolickich i katolików w krajach protestanckich, np. w Anglii)
- zawodowy
- zasługi
- zaufania obywateli (stosowany w polskiej ordynacji wyborczej do Senatu z 1935)

## Współczesne cenzusy występujące w większości państw demokratycznych
- obywatelstwa
- wieku
- pełni władz umysłowych

## W Polsce
W polskim prawie wyborczym (prawo konstytucyjne, ordynacja wyborcza) jedynymi ograniczeniami (cenzusami) jest warunek posiadania obywatelstwa polskiego, odpowiedniego wieku oraz posiadanie pełni praw publicznych – czynne prawo wyborcze przewiduje ukończenie wieku 18 lat. Analogiczne ograniczenia występują w biernym prawie wyborczym, z tym że cenzus wieku jest różny dla wyborów do różnych władz i instytucji (Prezydent RP, posłowie na Sejm, senatorowie, europosłowie, prezydenci miast, burmistrzowie i wójtowie, radni rad gminnych / miejskich, powiatowych oraz sejmików wojewódzkich, radni rad dzielnic i osiedli, członkowie rad sołeckich, sołtysi) – od 18 do 35 lat.